# 운명 (마블 코믹스)
운명(영어: Destiny 데스티니[*])은 마블 코믹스의 캐릭터로, 운명 그 자체를 의인화한 우주적 존재이다. 10대 소녀의 모습이다. 1974년 11월 《마블 투인원》 6호에 처음 등장했고, 스티브 거버와 조지 투스카가 공동 창작하였다.